# Бруно фон Франсуа
Бруно Гуго Карл Фрідріх фон Франсуа (нім. Bruno Hugo Karl Friedrich von François; 29 червня 1818, Магдебург — 6 серпня 1870, Спішеран) — німецький офіцер, генерал-майор Прусської армії. Кавалер ордена Pour le Mérite.

## Біографія
Представник знатного прусського роду французького походження. Син генерал-лейтенанта Карла фон Франсуа (1785–1855) і його дружини Бетті, уродженої фон Фарнегов (1799–1844).
Франсуа відвідував Педагогіум у Галле та гімназії у Кобленці, Кельні та Люксембурзі. 29 грудня 1834 року він вступив мушкетером до 37-го піхотного полку Прусської армії, яким на той час командував його батько. Там у січні 1836 він дослужився до другого лейтенанта, а з 1 жовтня 1839 був направлений до Генеральної військової школи для трирічного підвищення кваліфікації. Далі у своїй військовій кар'єрі Франсуа брав участь у війні проти Данії у 1864 році. 4 січня 1866 він був призначений командиром 58-го піхотного полку, а 3 квітня 1866 року був затверджений на посаді. У зв'язку з цим 8 червня 1866 року Франсуа отримав звання оберста і того ж року бився з австрійцями в Наході, Скаліці та Швайншеделі. Він був поранений у битві при Кеніггреці 3 липня 1866 року.
14 липня 1870 року Франсуа був призначений командувати 27-ю піхотною бригадою і проведений в генерал-майори 26 липня 1870 року. Через п'ять днів він був затверджений на посаді командира бригади, з якою він вирушив на війну проти Франції. Як командир бригади Франсуа командував Нижньорейнським фузилерним полком №39 і Ганноверським піхотним полком №74 у битві при Шпіхерні 6 серпня 1870 року. Незабаром після того, як він досяг плато Шпіхернських висот після штурму Червоної гори, він був поранений під підняту праву руку і впав. Вражений ще чотирма кулями від влучних стрільців, він помер. Його останніми словами, як стверджується, були: «Прекрасна смерть на полі бою; я вмираю з радістю, бачачи, що битва продовжується.»
Місце його смерті, обгороджене та відзначене пам'ятним каменем, знаходиться в безпосередній близькості від меморіалу 1-го Ганноверського піхотного полку №74. Його могила знаходиться на почесному цвинтарі Французько-Німецького саду в Саарбрюккені. Епітафія говорить: «Він упав, убитий п'ятьма ворожими кулями, під час переможного наступу під час штурму гори Шпіхерн 6 серпня 1870 року. Коней готують до бою, але перемога приходить від Господа. Притчі Соломонові, 21:31».

## Сім'я
13 серпня 1847 року одружився в Люксембурзі з Марі Амалією Геленою фон Венцель (1829–1909), дочкою генерал-лейтенанта Вільгельма фон Венцеля. В пари народились 6 дітей:
- Карл Вільгельм Бруно (1848–1850)
- Альфред Карл Бруно (2 грудня 1849 — 22 червня 1911) — генерал-майор.
- Ольга Марія Фрідеріка (1851–1879)
- Курт (1852–1931) — офіцер колоніальних військ в Німецькій Південно-Західній Африці.
- Герман (1856–1933) — генерал піхоти.
- Гуго (1861–1904) — офіцер колоніальних військ в Німецькій Південно-Західній Африці. Загинув у бою під час повстання герреро.

## Нагороди
Отримав численні нагороди, серед яких:
- Хрест «За вислугу років» (Пруссія) (25 років)
- Pour le Mérite (20 вересня 1866)

## Вшанування пам'яті
- Франсуа зображений (поруч з трубачем) на картині Антона фон Вернера «Штурм гори Шпіхерн» (1877–1880)[3].
- В 1895 році, з нагоди 25-ї річниці битви при Шпіхерні, скульптор Вільгельм Шнайдер створив гіпсовий макет спульптурної групи «Фон Франсуа і трубач». Через фінансові труднощі створення повноцінної скульптури з оцинкованої бронзи не відбулося, а гіпсовий макет, встановлений в Саарбрюкені, з часом був знищений впливом погоди[4].
- Дорога, що веде до меморіалів на горі Шпіхерн, названа на честь Франсуа.

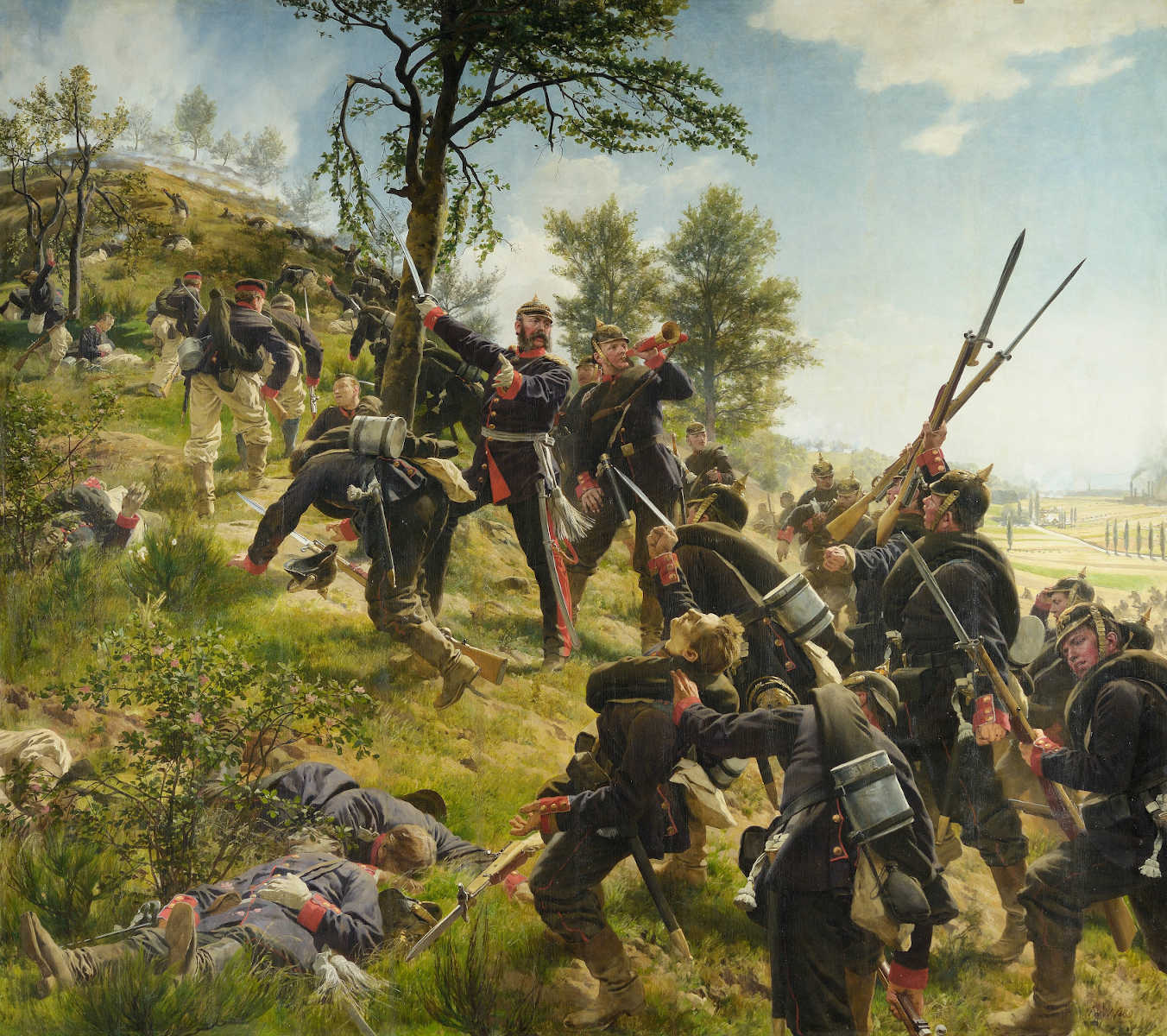
Антон фон Вернер. «Штурм гори Шпіхерн».
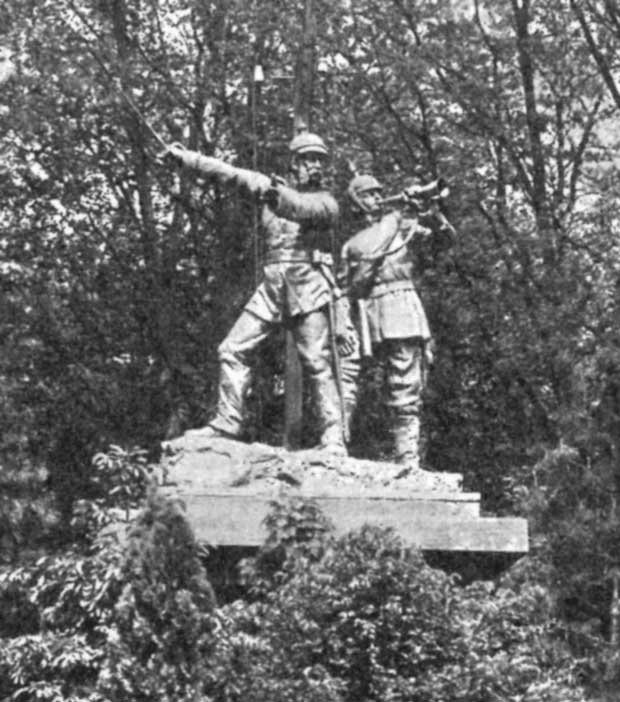
Скульптурна група «Фон Франсуа і трубач».
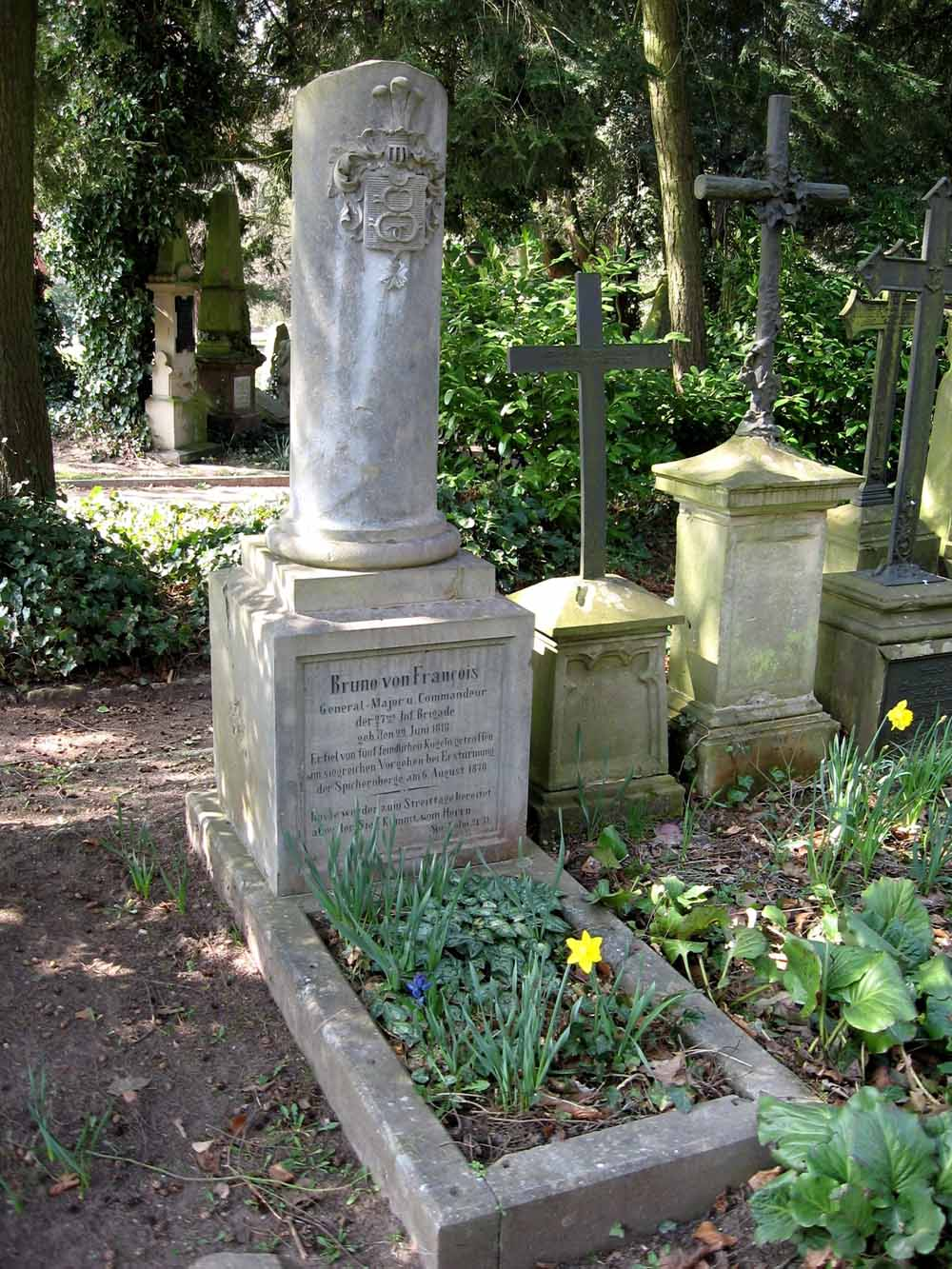
Могила генерала фон Франсуа.
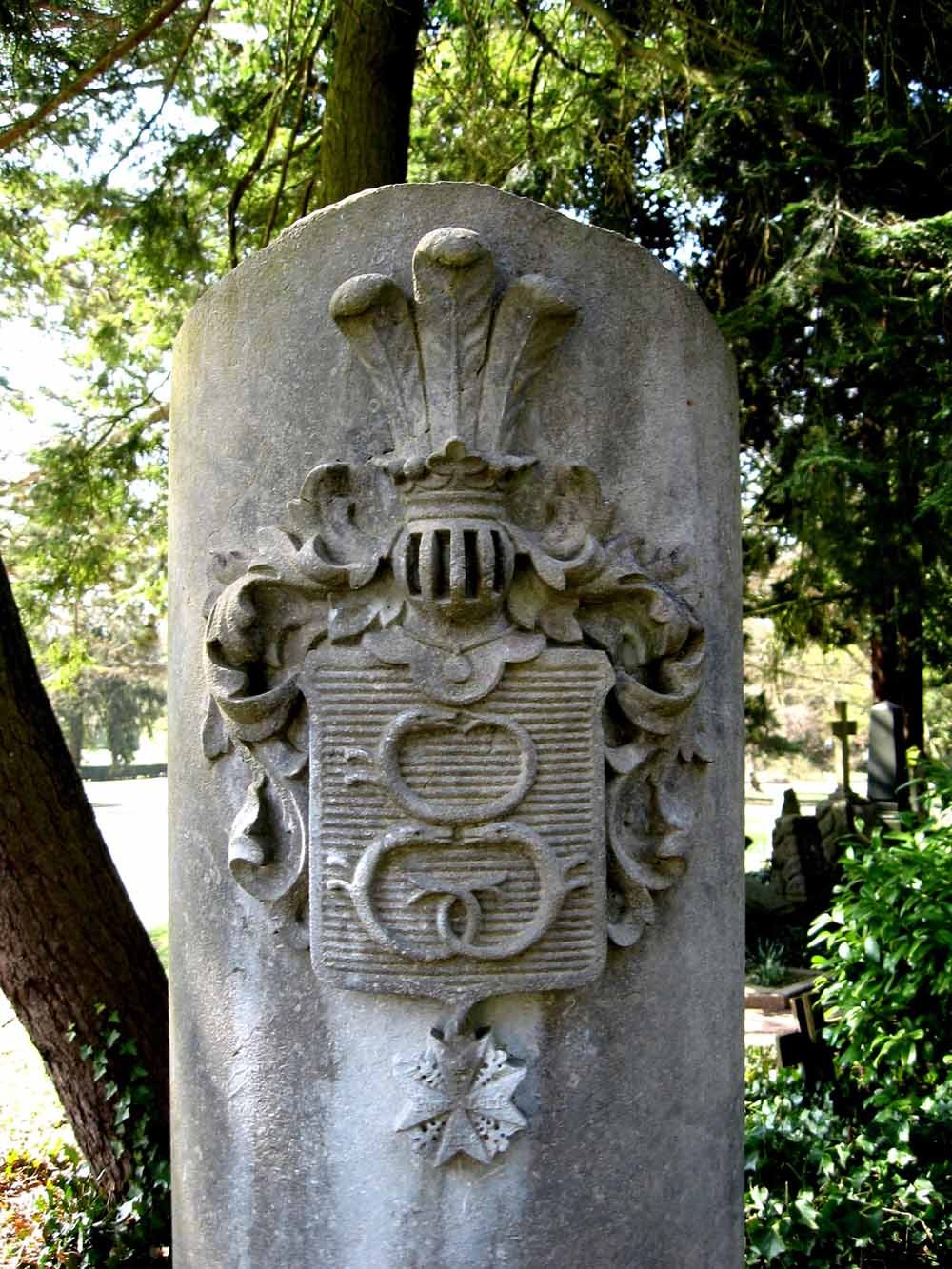
Сімейний герб на могилі Франсуа.
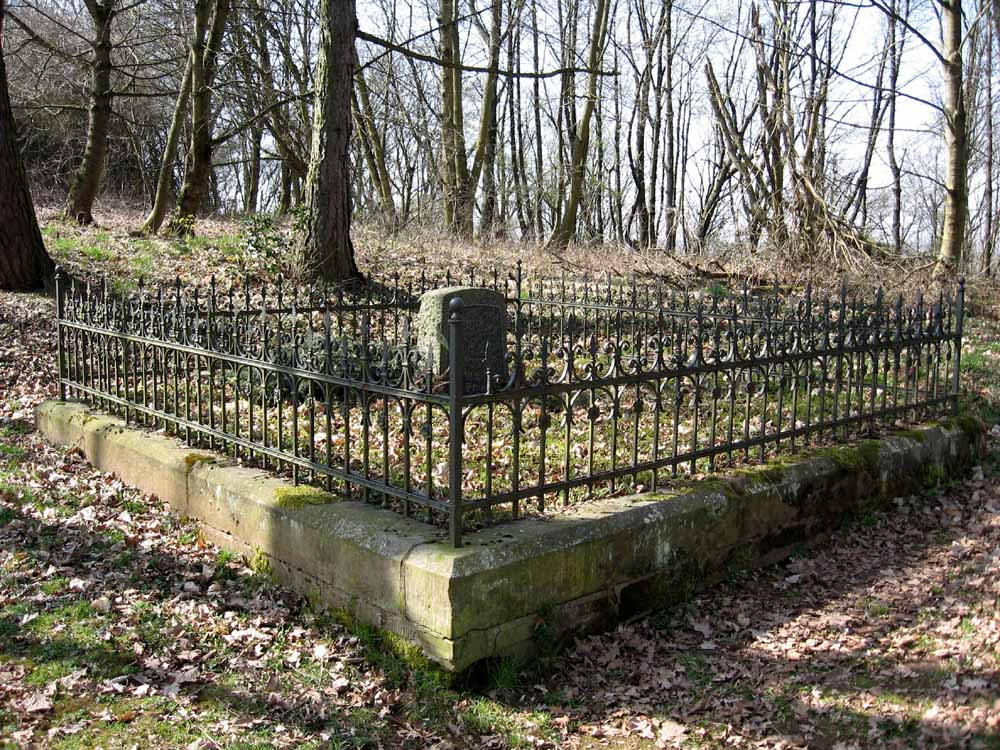
Пам'ятник на місці загибелі Франсуа.
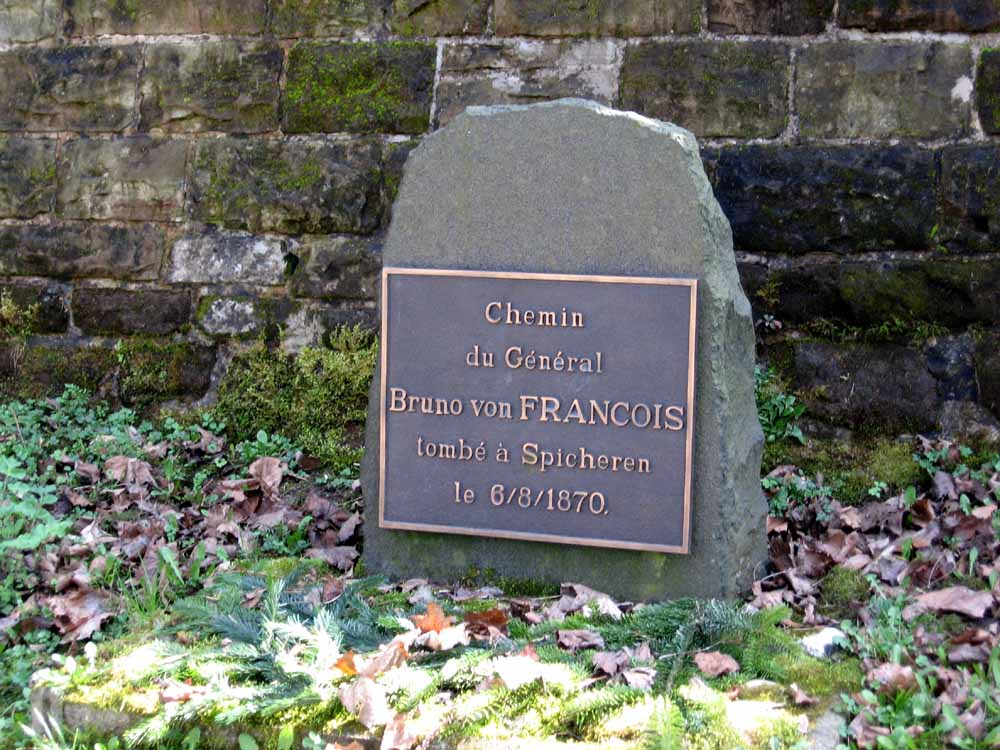
Табличка на дорозі до меморіалу в Шпіхерні.